# Taglit Birthright Israel
Taglit-Birthright Israel (en hebreu: תגלית ישראל) és una organització benèfica jueva israeliana, que patrocina un viatge turístic de 10 dies a Israel. Els objectius de Birthright Israel són reduir la distància entre Israel i la diàspora jueva al voltant del món i enfortir la identitat jueva dels participants, així com la seva connexió amb la història i la cultura jueva. L'estiu de 2011, més de 250.000 joves (més de 22.000 per any), de 52 països han participat des de l'inici del programa en l'hivern de l'any 2000, el 70% de participants en el programa són estatunidencs. Des de l'any 2007, la capacitat anual del programa es va incrementar en 37.000 participants per any. Taglit és una paraula en hebreu que significa Descobriment.

## Història

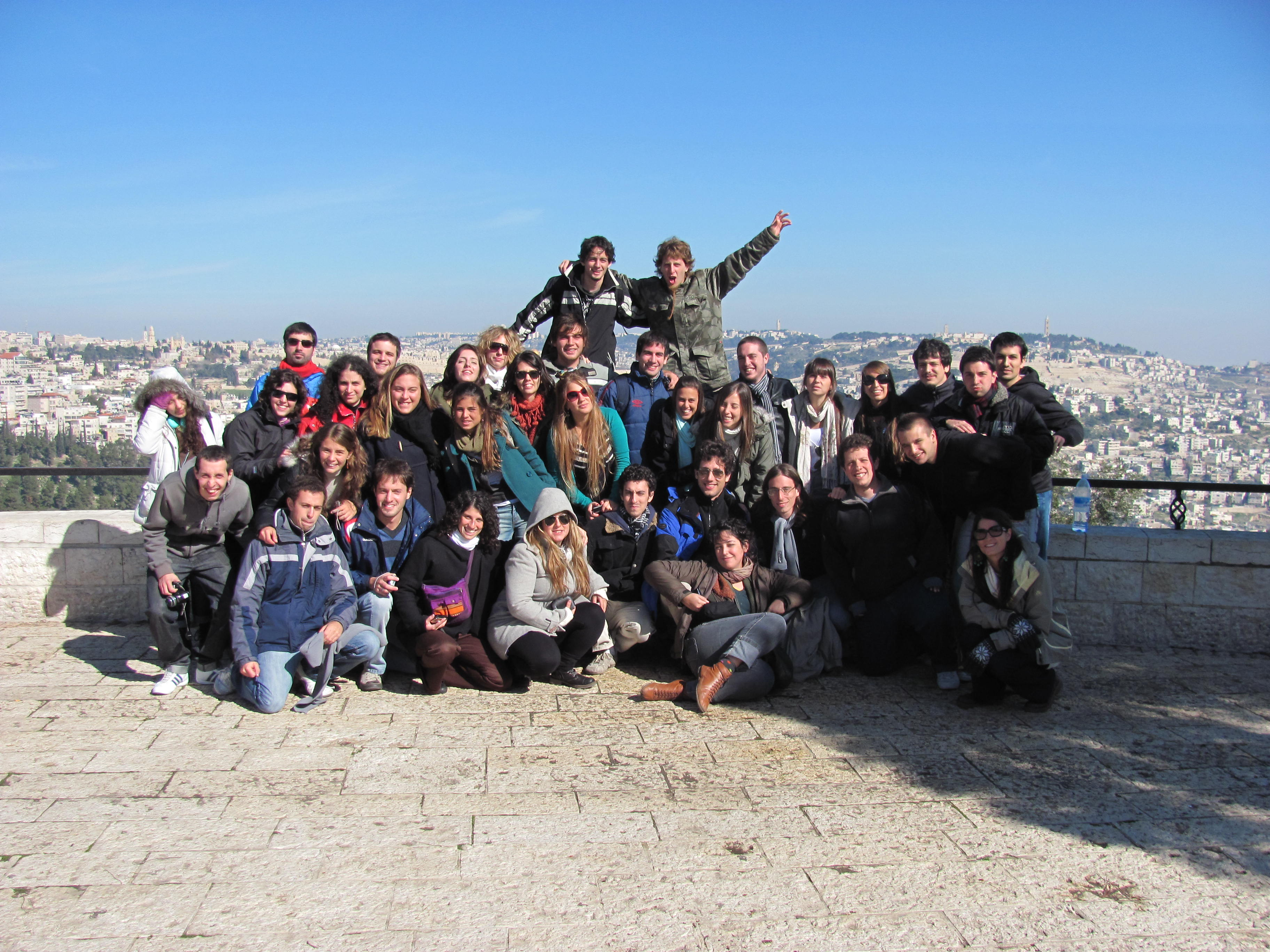
Grup de Taglit Birthright, any 2012.

Iniciat per l'exministre de Justícia israelià Yossi Beilin el 1994, el programa Birthright Israel va ser fundat juntament amb Charles Bronfman i Michael Steinhardt, amb la cooperació del govern israelià, donatius privats, amb l'ajut de l'Agència jueva per la Terra d'Israel i de les comunitats jueves del món, el programa Birthright Israel ha invertit més de 400 milions de dòlars en viatges educatius a Israel.
Educadors, historiadors, i professionals del turisme han estat contractats per planificar el programa, per aquest motiu la demanda és molt alta. Els viatges són duts a terme a l'hivern i l'estiu israelià. El registre és online i en cada viatge hi ha més passatgers que no pas llocs disponibles.
Des d'una perspectiva de negocis, el programa Birthright Israel ha generat ingressos turístics per la suma d'1.5 bilions de nous xéquels israelians (NIS) en serveis com a hotels, menjar, seguretat, guies, entrades, transport i vols.

## Participants
Els futurs participants en el programa són aquells que tenen almenys un parent jueu i no practiquen una altra religió, han de tenir entre 18 i 26 anys inclusivament, estar graduats, no haver participat abans en cap viatge educatiu o d'estudis organitzat per Birthright, o haver viscut a Israel després dels 12 anys, encara que el 2014 van modificar les normes del programa, permetent que aquells que hagin viatjat a Israel abans dels 18 anys i hagin viscut en aquell país menys de tres mesos, també puguin ser escollits per a participar en el pla segons una informació, des del mes d'Agost de 2009, aquelles persones que compleixin els 27 anys abans del 1 de desembre no són elegibles per a participar en els viatges de Birthright.
El viatge de Taglit-Birthright Israel inclou passatges aeris des de les principals ciutats, hotels, gairebé tots els menjars (mitja pensió), transport a Israel, i les despeses turístiques en el país durant els 10 dies del viatge. Un dipòsit de 250 dolars estatunidencs és requerit, el qual pot ser reemborsat fins a 15 dies després de la tornada del viatge. El transport des de la ciutat d'origen del participant fins a l'aeroport de sortida del viatge no està inclòs. Els vols parteixen de diferents ciutats.

## Organitzadors del Viatge
Els viatges són organitzats per diferents organitzacions i les companyies que són acreditades per Taglit-Birthright Israel, seguint uns procediments educatius i de seguretat. Tots els grups són liderats per guies turístics israelians llicenciats i són acompanyats per un guàrdia de seguretat armat, el viatge inclou visites al Mur occidental i el museu Yad Vashem, així com altres indrets determinats per Taglit-Birthright. Els viatges poden variar d'acord amb l'edat del grup i el seu context religiós. El viatge pot estar orientat a estudiants, graduats, universitaris, membres de Hillel International, membres de Habad Lubavitx, jueus ortodoxos, reformistes, i conservadors.

## Itinerari

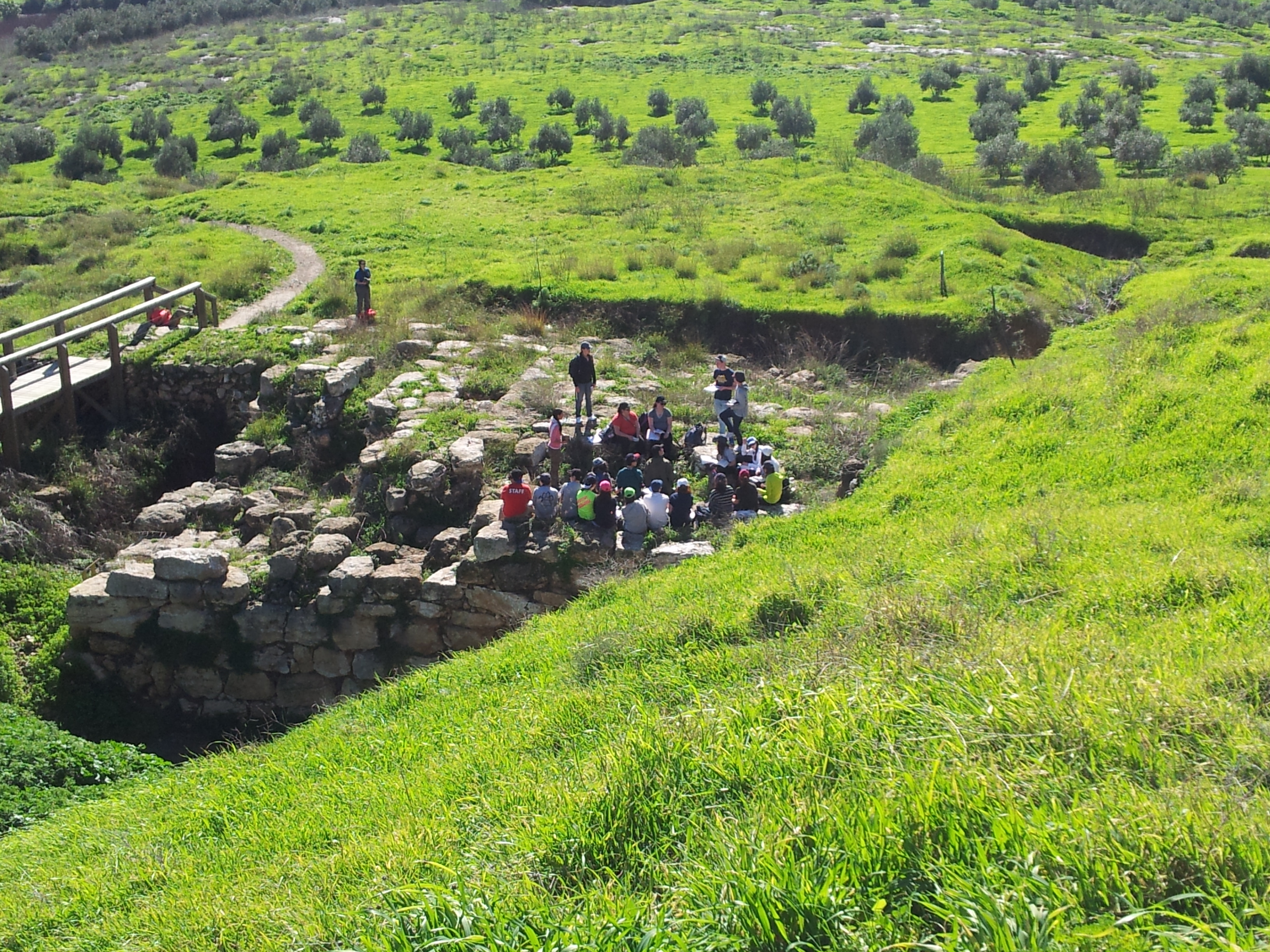
Turistes de Birthright a Tel Gezer, 2013

Els viatges generalment duren 10 dies, i sovint inclouen un <esdeveniment, en el que intervenen dignataris, ambaixadors, bandes de música i la trobada de tots els participants i dels organitzadors del viatge que es troben en aquell moment a Israel.
Una altra característica dels viatges és una trobada (mifgash) de 5 a 10 dies amb ciutadans israelians, especialment soldats de les Forces de Defensa d'Israel, que s'uneixen i participen en el viatge.
El propòsit d'aquest aplec és que els participants i els soldats es coneguin, per així entendre el punt de vista de l'altre, des d'una perspectiva diferent.
Un component de la trobada és un debat que tracta, entre d'altres qüestions, sobre preguntes com:
"Que significa ser un jueu en el món modern?"
"En què es diferencia la vida d'un jueu a Israel d'un jueu de la resta del món?"
"Que tenen en comú el jovent israelià amb els joves de la diàspora, i que els separa?"
"De quina manera afecta el servei militar obligatori en la percepció que els joves tenen sobre el servei i el compromís amb al seu país?"
Aquesta trobada amb els soldats tracta de d'oferir als participants l'oportunitat de conèixer Israel a través dels ulls d'israelians d'aproximadament la seva mateixa edat. Més de 30.000 israelians, principalment soldats de les FDI, van formar part del programa des de l'any 2000.
L'itinerari inclou visites a indrets històrics, religiosos i d'herència cultural per tot el país, incloent Jerusalem, el Mur Occidental i la Mar Morta.
Molts viatges també inclouen la ciutat de Tel-Aviv i la regió de Galilea. Els viatges no pretenen ser un viatge exhaustiu d'Israel, sinó una primera introducció.
Els participants en el programa són animats a passar més temps a Israel, o bé a tornar-hi més endavant, una altra vegada.

### Extensió del programa Birthright Israel
Els participants tenen l'opció d'ajornar el seu viatge de tornada durant 3 mesos i fer servir aquest temps per explorar Israel i la regió.

### Mesures de seguretat
Birthright segueix unes mesures de seguretat per a poder oferir un viatge segur"
- El programa no viatja a Cisjordània, a Gaza, ni als barris àrabs de Jerusalem Est.
- Birthright entra tan sols en el barri jueu de la ciutat vella de Jerusalem.
- Els participants en cada grup han de romandre junts a tot moment i seguir l'agenda planejada d'activitats.
- Els participants no han de deixar el grup, o visitar Israel pel seu compte durant els 10 dies del viatge.
- El transport públic no està permès en cap moment.
- Almenys un escorta armat i altament entrenat a d'acompanyar a cada grup durant tot el viatge.

## Finançament
Taglit-Birthright Israel rep la meitat de tots els seus fons directament del govern israelià. Unes altres contribucions, provenen de les federacions jueves estatunidenques, a través de les comunitats jueves unides i de l'Agència Jueva per la Terra d'Israel, i de molts filantrops privats, a través de la fundació Birthright, incloent a Charles Bronfman, Michael Steinhardt, i a Lynn Schusterman.
Steinhardt es descriu a si mateix com ateu i va dir que dona el seu suport a Taglit perquè vol donar suport als valors humanistes del judaisme.  El programa també va rebre fons del govern alemany.
En 2007, Miriam i Sheldon Adelson es van comprometre a donar 25 milions de dòlars a Birthright Israel perquè prengui participants de les llistes d'espera i per incrementar la seva capacitat anual de 25.000 fins a 37.000 persones entre 2007 i 2008.
La fundació de la família Adelson va contribuir amb més de 100 milions de dòlars a Birthright Israel des de 2007.

## Programes semblants
El programa de Birthright Israel, ha estat imitat per altres nacions, que han posat en marxa programes semblants, entre ells cal esmentar; Birthright Armenia que ha estat posat en marxa per l'comunitat armènia que viu en la diàspora, i Journey to Greece programa creat per la comunitat grega. L'organització Irishway organitza viatges a Irlanda per als estudiants de educació secundària americans i canadencs d'origen irlandès.
El programa Know Thy Heritage (coneix la teva herència) ha estat creat per la Fundació Ecumènica Cristiana de Terra Santa (en anglès: Holy Land Christian Ecumenical Foundation) (HCEF). Aquesta entitat ecumènica, organitza viatges a Palestina, per als joves palestins que resideixen en altres països, i també duu a terme diverses activitats, per a promoure la pau i els drets humans en la nació de Palestina.